# 古安水庫

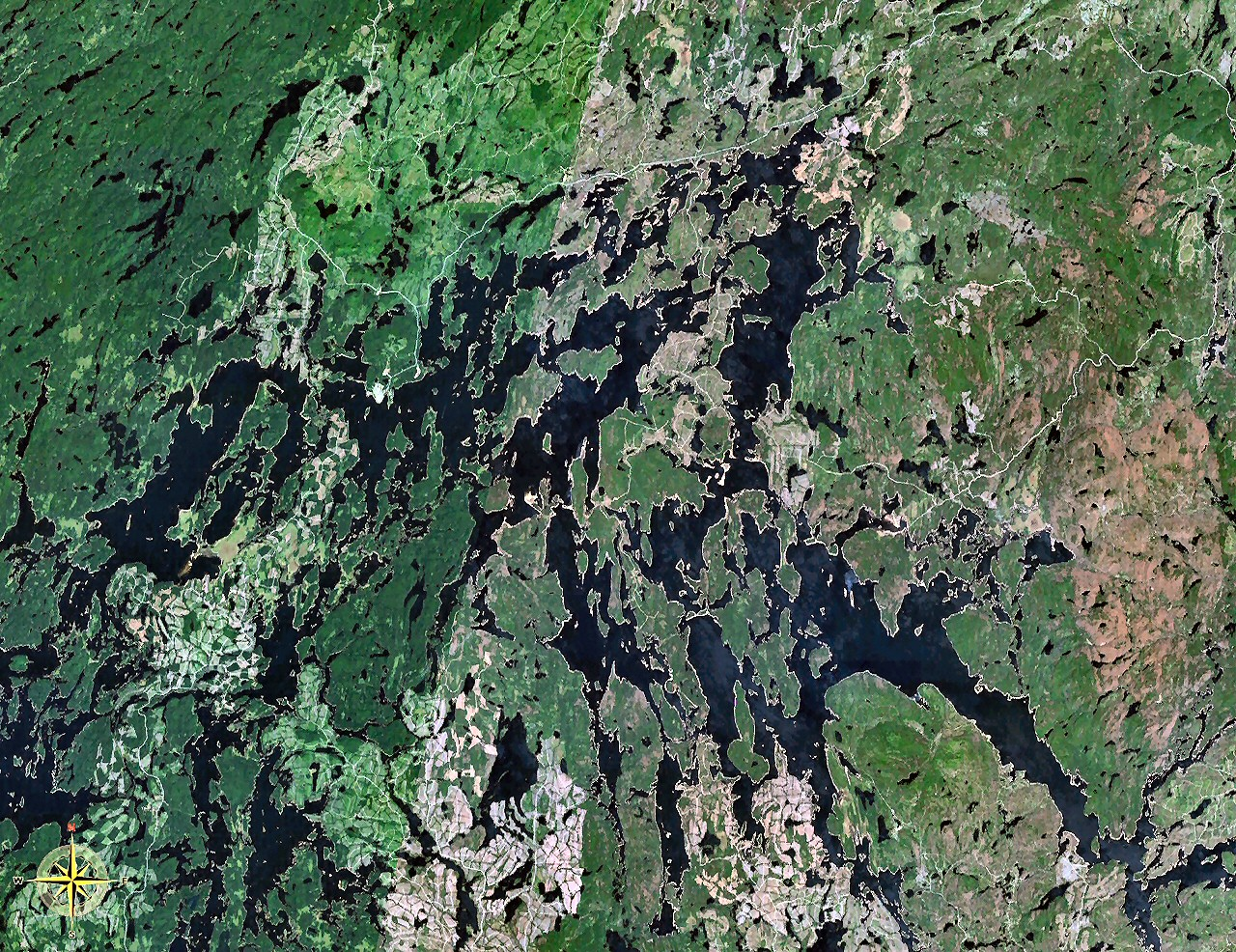

48°35′N 74°50′W / 48.583°N 74.833°W
古安水庫（法語：Réservoir Gouin）是加拿大的人工湖，由魁北克省負責管轄，始建於1918年，長100公里、寬48公里，面積1,570平方公里，海拔高度404米，湖岸線長度5,650公里，平均水深5米。